# Franciszkańskie Centrum Młodzieżowo-Powołaniowe Trzej Towarzysze

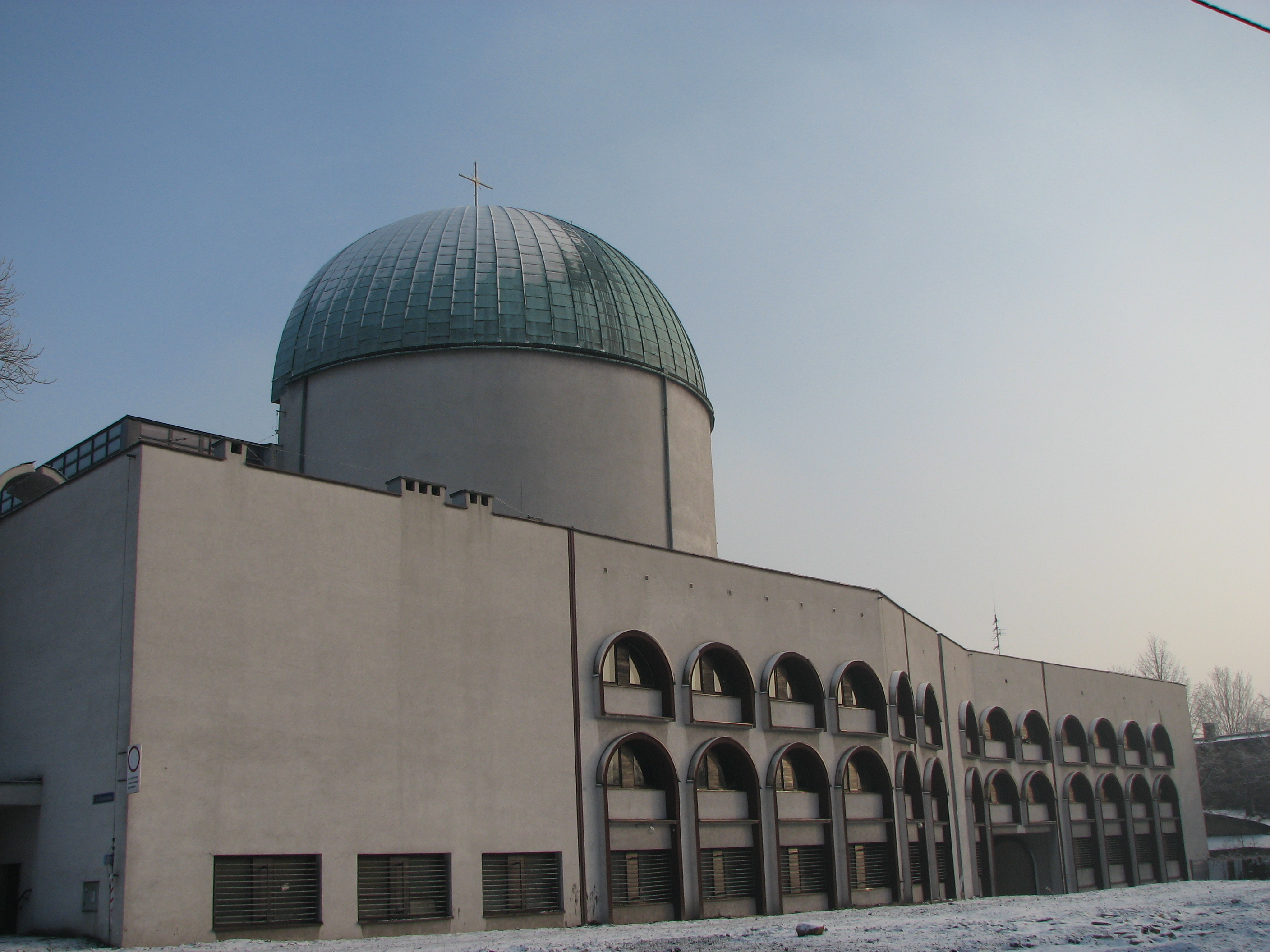
Siedziba Centrum Trzej Towarzysze, 2007

Franciszkańskie Centrum Młodzieżowo-Powołaniowe Trzej Towarzysze – istniejący w Chorzowie Klimzowcu na Górnym Śląsku ośrodek duszpasterski zajmujący się formacją młodzieży i towarzyszeniem na drodze wyboru powołania. Centrum zajmuje się również organizacją warsztatów i kursów dla przyszłych wychowawców zakonnych i pracujących z młodzieżą katechetów i animatorów różnego rodzaju grup duszpasterskich.
Pierwszym odpowiedzialnym za realizację nowego projektu działalności duszpasterskiej dla młodzieży został br. Ananiasz Jaskólski (2002 r.), a następnie dołączył do niego o. Sergiusz Bałdyga (2003 r.) i od tego również roku obowiązuje nazwa ośrodka „Trzej Towarzysze” - nawiązująca do pierwszych naśladowców św. Franciszka z Asyżu oraz koncepcji towarzyszenia w procesie wychowania. Od lipca 2004 r. w Centrum ponadto pracowali: o. Kasjan Górski, br. Auksencjusz Gad, o. Medard Hajdus, br. Benigny Utkowski.
Duszpasterze Centrum korzystają z różnych metod psychopedagogicznych oraz stosują pedagogikę franciszkańską do pracy z młodzieżą i z wychowawcami. Cechą charakterystyczną jest obecność trzech (lub więcej) braci pracujących na stałe w Centrum. Promując kulturę powołań, Centrum angażuje świeckich do modlitwy w intencji powołań i za powołanych, koordynując dzieło duchowej pomocy powołaniom.
W centrum pracują zakonnicy z franciszkańskiej Prowincji Wniebowzięcia NMP z Katowic Panewnik. Zanim ośrodek zaczął funkcjonować w nowej siedzibie w Chorzowie, franciszkanie prowadzili w klasztorze przy bazylice panewnickiej posiadające kilkudziesięcioletnią tradycję Franciszkańskie Duszpasterstwo Powołań.
Centrum znajduje się na terenie parafii św. Franciszka z Asyżu w Chorzowie Klimzowcu.